# Киви (озеро)
Киви — озеро на территории Ребольского сельского поселения Муезерского района Республики Карелия.

## Общие сведения
Площадь озера — 3,7 км², площадь водосборного бассейна — 285 км². Располагается на высоте 175,1 метров над уровнем моря.
Форма озера продолговатая: вытянуто с северо-запада на юго-восток. Берега изрезанные, каменисто-песчаные, местами заболоченные.
Из северо-западной оконечности озера вытекает короткая протока, впадающая в озеро Вожъярви, которое, в свою очередь, соединяется протокой с Лексозером, откуда через реки Сулу и Лендерку воды в итоге попадают в Балтийское море.
В южную оконечность озера втекает протока из озера Чёлки, а с юго-востока в озеро втекает река Кюно, несущая воды озёр Кюно, Редъярви, Нижней Питьки и реки Долгой.
В озере расположены восемь небольших безымянных островов.
Код объекта в государственном водном реестре — 01050000111102000010663.